# 種苗管理センター
独立行政法人種苗管理センター（しゅびょうかんりセンター、英語：National Center for Seeds and Seedlings）は、かつて存在した農林水産省所管の独立行政法人。種苗に関する業務を総合的に行う日本唯一の機関。茨城県つくば市に本所を置き、全国各地に11の農場を有しており、主要な業務に栽培試験、種苗検査、品種保護対策、種苗生産、遺伝資源の保存があり、それらの業務遂行に必要な調査研究を随時行っていた。

## 概要
種苗管理センターは、「農林水産植物の品種登録に係る栽培試験、農作物の種苗の検査、ばれいしょ及びさとうきびの増殖に必要な種苗の生産及び配布等を行うことにより、適正な農林水産植物の品種登録の実施及び優良な種苗の流通の確保を図ること」（独立行政法人種苗管理センター法第3条）を目的とする独立行政法人であった。
主な業務内容
1. 農林水産植物の品種登録に係る栽培試験及び品種保護対策
2. 農作物の種苗の検査
3. ばれいしょ、さとうきびの原原種の生産と配布（茶原種については平成19年に廃止）
4. 種苗関連技術の調査研究
5. 栄養体を主とする植物遺伝資源の保存及び増殖

## 農場
- 本所 - 茨城県つくば市藤本2-2 [1]
- 農場
  - 北海道中央農場 - 北海道北広島市西の里[6]
  - 北海道中央農場後志分場 - 北海道虻田郡真狩村字美原[7]
  - 胆振農場 - 北海道勇払郡安平町早来富岡[8]
  - 十勝農場 - 北海道帯広市幸福町[9]
  - 上北農場 - 青森県上北郡七戸町字柳平[10]
  - 嬬恋農場 - 群馬県吾妻郡嬬恋村大字田代[11]
  - 八岳農場 - 長野県茅野市玉川[12]
  - 西日本農場 - 岡山県笠岡市平成町[13]
  - 雲仙農場 - 長崎県雲仙市瑞穂町西郷戊[14]
  - 鹿児島農場 - 鹿児島県熊毛郡中種子町油久[15]
  - 沖縄農場 - 沖縄県国頭郡東村字宮城[16]

## 沿革
- 1947年（昭和22年） - 農林省馬鈴薯原原種農場及び茶原種農場を設置。
- 1949年（昭和24年） - 農林省種苗検査室を設置（園芸課分室への改称等を経て昭和54年に種苗課分室となる）。
- 1965年（昭和40年） - 鹿児島に農林省さとうきび原原種農場を設置。
- 1978年（昭和53年） - 沖縄に農林水産省さとうきび原原種農場を設置。
- 1986年（昭和61年） - 農林水産省農蚕園芸局種苗課分室（筑波、大阪、久留米）3分室並びに農林水産省馬鈴薯原原種農場（北海道中央、胆振、後志、十勝、上北、嬬恋、八岳、雲仙）、農林水産省さとうきび原原種農場（鹿児島、沖縄）及び農林水産省茶原種農場（金谷、奈良、知覧）の13農場を再編統合して筑波本所のほか2分室、13農場体制で農林水産省種苗管理センターを設立[1]。
- 1989年（平成元年） - 奈良農場を廃止。
- 1991年（平成3年） -  大阪分室を廃止し、関西品種調査農場（平成13年に関西農場に名称変更）を設置。
- 2001年（平成13年） - 中央省庁再編の一環として特定独立行政法人種苗管理センターへ移行[6]。
- 2003年（平成15年） - 関西農場を大阪市から岡山県笠岡市に移転し、西日本農場と改称[13]。
- 2006年（平成18年） - 非特定独立行政法人へ移行、久留米分室を廃止[17]。
- 2008年（平成20年） - 知覧農場を廃止[18]。
- 2009年（平成21年） - 金谷農場を廃止[19]。
- 2016年  (平成28年)    - 国立研究開発法人農研機構と統合された[20][21]。